# Toussaint Fafchamps
Pour les articles homonymes, voir Toussaint (homonymie) et Fafchamps.
Toussaint-Henri-Joseph Fafchamps, à est un militaire, inventeur et ingénieur des mines, belge, né le 12 novembre 1783 à Housse (dans l'actuelle province de Liège) et mort le 7 juillet 1868 à Saint-Josse-ten-Noode (dans l'actuelle région de Bruxelles-Capitale).

## Biographie
Fils d'Henri Housset dit Fafchamps (1743-1815), échevin de Housse puis de Mouland, notaire impérial (1772) et mayeur de Housse, et d'Anne Marie Deprez, Toussaint Fafchamps naît à Housse (commune de Blegny) le 12 novembre 1783, dans ce qui est alors les Pays-Bas autrichiens. Il est baptisé en tant que catholique à Saint-Rémy-les-Dalhem le 13 novembre 1783).
Il épouse Marie-Josèphe Chefneux, dont il eut de nombreux enfants. Il décède à Saint-Josse-ten-Noode le 7 juillet 1868.

## Carrière militaire
Après l'annexion à la première République française de 1794, il se forme à l’école centrale du département de l’Ourthe, puis à l’école de navigation d’Anvers. Le 5 janvier 1801, il prend son premier service à bord de l’« Alerte », un bâtiment de la marine française, en qualité de deuxième classe. Quatre mois plus tard, il revient suivre des cours de l’école spéciale de chimie de Douai et de physique de l’école centrale de Liège. Il devient tour à tour, géomètre, distillateur, fabricant de sucre, maire-adjoint de Housse ou encore conducteur de mines. 
Le 20 août 1809, il devient sous-lieutenant dans les grenadiers de la garde nationale sédentaire du département de l'Ourthe et monte en grade jusqu'à devenir capitaine en 26 jours. Il participe à la guerre de la cinquième coalition et reste au service de cette unité de réserve jusqu'à sa dissolution en 1814.
Lors de la révolution belge Toussaint Fafchamps prend la tête des 150 volontaires de Charleroi qui s'en vont combattre à Bruxelles lors des Journées de Septembre, dès le 24. Il devient capitaine du génie des forces armées belges le 27 septembre, puis capitaine-adjudant de place de Bruges le 13 novembre, attaché à l’état-major de la place de Charleroi le 26 décembre. Le 28 août 1831, on l’attache à l’état-major de la forteresse d'Ypres. Il participe au siège de la citadelle d'Anvers fin 1832, avec des mortiers de son invention avant d'être mis  en non-activité militaire en 1833.
Il devient ensuite ingénieur du corps royal des mines. Le 12 août 1840, le ministre des Affaires étrangères, Joseph Lebeau, le nomme ingénieur auprès de Méhémet Ali, Wali d'Égypte. Les menaces de guerre engendrées par la
« question d’Orient » retardent son départ jusqu’en 1841 et c'est finalement en Espagne qu'il est envoyé afin d'y remplir une mission industrielle et géologique au profit de l’Égypte. Il demeure là-bas jusqu’en 1848 et y développe des affaires personnelles, participant aux relations entre la Belgique et l'Espagne. 
En 1852, il rédige un Mémoire sur la défense des places fortes et du territoire du royaume.

## Inventions

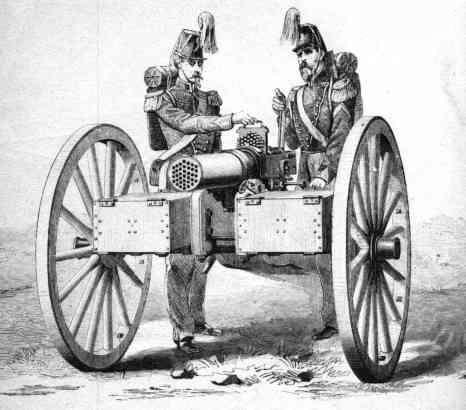
Mitrailleuse Montigny

Toussaint Fafchamps est l'inventeur de la première mitrailleuse européenne en 1833. Cette arme, ayant fait l'objet d'essais en 1851 et 1857, est connue sous le nom de mitrailleuse Montigny, du nom de l’armurier belge Joseph Montigny, qui lui associe son nom. Il invente également une mitrailleuse à 50 canons qui avait la particularité de permettre un tir non simultané des canons, à une cadence réglée par le tireur (deux manivelles permettaient deux vitesses de tir différentes).
Parmi ses autres inventions, on trouve la machine d’épuisement à traction directe, du mortier portatif, de la carabine et du pistolet multiples, du marteau-pilon, d’un système de défense des places, etc.

## Distinctions
- Chevalier de l'ordre de Léopold
- Médaille de Sainte-Hélène
- Croix de Fer[4]